# بیشه دالان
بیشه دالان نام تالابی است در شهرستان بروجرد در غرب ایران. نام محلی آن بیشه دالون است و مساحت عمومی آن حدود ۹۱۳ هکتار برآورد شده‌است. تالاب بیشه دالان در کنار روستای کپر جودکی و روستای  چگنی کش در جاده بروجرد-آبسرده-چغلوندی قرار گرفته است و در ۱۵ کیلومتری جنوب شرقی شهر بروجرد و در دشت سیلاخور می باشد. 
بیشه دالان از گذشته زیستگاه پرندگان مهاجری بوده‌است که برخی ماههای سال را در این منطقه می‌گذرانند. علاوه بر آن جانوران بومی دیگری از گروه پرندگان، دوزیستان، خزندگان و پستانداران در این منطقه زیست می‌کنند. مار، مرغابی، خرگوش، لاک‌پشت، حواصیل، گرگ، شغال و سگ آبی از حیواناتی هستند که در این ناحیه یافت می‌شوند. این تالاب بخاطر دارا بودن زنجیره غذایی عالی مکانی امن برای تغذیه صدها لک لک شده که در روستای کپر جودکی بر روی پشت بام ها و تیرهای برق در کنار مردم روستا صدها سال است که همزیستی مسالمت آمیز دارند به همین موجب اهالی استان لرستان نام روستا را روستای لک لک ها می نامند .
به دلیل استفاده بی رویه از زمین‌ها و منابع آبی اطراف این آبگیر و نیز واریز فاضلاب روستاهای مجاور به درون آن، تالاب بیشه دالان در سالهای اخیر مورد تهدید جدی قرار گرفته و مساحت آن به ۴۵ هکتار کاهش یافته‌است .